# Конуй
 Тази статия е за селото в Кайлярско, Гърция.  За селото в Кумановско, Северна Македония, вижте Конюх.  
Конуй или Конюй, Конуф (на гръцки: Δροσερό, Дросеро, катаревуса: Δροσερόν, Дросерон, до 1927 година Κονούφι, Конуфи, до 1955 година Έλος, Елос) е село в Егейска Македония, Гърция, в дем Еордея, област Западна Македония.

## География
Селото е разположено на 650 m надморска височина, на 9 km северозападно от Кайляри (Птолемаида) в подножието на Кайлярския рид.

## История

### В Османската империя
В края на XIX век Конуй е смесено българо-турско село. В „Етнография на вилаетите Адрианопол, Монастир и Салоника“, издадена в Константинопол в 1878 година и отразяваща статистиката на населението от 1873 година, Конуй (Konuï) е посочено като село в каза Джумали с 50 домакинства и 40 жители българи и 110 мюсюлмани.
В 1889 година Стефан Веркович („Топографическо-этнографическій очеркъ Македоніи“) пише за Конуй:
| „ | Село Коноп, разположено в равнината с 30 мохамедански и 50 български къщи. Данъкът на първите е 5100 пиастри, на християните 2800 и отделно 1750 пиастри инание-аскерие... Тук започва Кайлярска кааза. | “ |

От 1890 до 1902 година български учител в Конуй е Никола Апчев. Апчев отново преподава в родното си Конуй в 1908 - 1912 година, а след това е енорийски свещеник в селото.
В 1893 година Атанас Шопов посещава Кайлярско и определя Конуи като българско село. Според статистиката на Васил Кънчов („Македония. Етнография и статистика“) в 1900 година Конуй има 270 жители българи и 265 жители турци.
На Етнографската карта на Битолския вилает на Картографския институт в София от 1901 година Конуф (Конуй) е смесено село българи, гърци, власи и турци в Кайлярската каза на Серфидженския санджак със 100 къщи.
В подготовката за въстание от ВМОРО Конуй е включено в Мокренския център. Мокренецът Анастас Симеонов описва ситуацията в селото преди Илинденско-Преображенското въстание в 1903 година:
| „ | с. Конуй сѫщо малко съ около 100-120 кѫщи село наполовина съ турци. Отъ организиранитѣ българи участвуватъ двамата добре въорѫжени: Симо Хр. Касабовъ и Наси Пульовъ, които геройски падатъ убити въ първото сражение на мокренската чета при върха „Св. Илия“. | “ |

Според статистика на Серфидженския санджак на гръцкото консулство в Еласона от 1904 година в Кнуфи (Κνούφι), Кайлярска каза, живеят 550 турци.
В началото на XX век цялото християнско население на Конуй е под върховенството на Българската екзархия. По данни на секретаря на Екзархията Димитър Мишев („La Macédoine et sa Population Chrétienne“) в 1905 година в Конуй има 240 българи екзархисти и в селото работи българско училище.

### В Гърция
През Балканската война в селото влизат гръцки части, а след Междусъюзническата война Конуй попада в Гърция. Боривое Милоевич пише в 1921 година („Южна Македония“), че Конуй (Конуj) има 30 къщи славяни християни, 40 къщи турци и 3 къщи цигани християни. През 20-те години турското население на Конуй се изселва в Турция и в селото са настанени 234 гърци бежанци от Турция. В 1928 година селото е смесено местно-бежанско с 59 семейства и 235 души бежанци. В 1927 година селото е прекръстено на Елос, в превод Блато, а в 1955 година - на Дросерон, в превод Прохладно.
В документ на гръцките училищни власти от 1 декември 1941 година се посочва, че в Конуй живеят 50 „чуждогласни“ семейства и 80 бежански.
Традиционно населението се занимава с отглеждане предимно на жито.
Според Тодор Симовски към края на XX век в селото има повече от 1/3 потомци на местно население.
| Име   | Име     | Ново име   | Ново име   | Описание                                    |
| ----- | ------- | ---------- | ---------- | ------------------------------------------- |
| Бърдо | Μπόρντο | Харакомата | Χαρακώματα | връх в Кайлярския рид на И от Конуй (804 m) |
| Бари  | Μπάρες  | Лакес      | Λάκκες     | връх в Кайлярския рид на Ю от Конуй         |

| Година    | 1913 | 1920 | 1928 | 1940 | 1951 | 1961 | 1971 | 1981 | 1991 | 2001 | 2011 | 2021 |
| --------- | ---- | ---- | ---- | ---- | ---- | ---- | ---- | ---- | ---- | ---- | ---- | ---- |
| Население | 464  | 462  | 437  | 523  | 484  | 486  | 392  | 373  | 377  | 327  | 342  | 202  |

## Личности
Родени в Конуй
- Атанас (Наси) Пульов (1879 – 1903), български революционер, загинал в Илинденско-Преображенското въстание при първото сражение на Мокренската чета при върха Свети Илия[19]
- Благой Касабов (1898 – 1925), български политик, комунист
- Марко Касабов (1869 - 1943), деец на ВМОК и ВМОРО
- Никола Апчев (1873 - 1939), български свещеник, учител и революционер
- Петър Апчев, член на хукюмата в Кайляри[20]
- Симо Хр. Касабов (? – 1903), български революционер, загинал в Илинденско-Преображенското въстание при първото сражение на Мокренската чета при върха Свети Илия[11]

Други
- Благой (Христо) Благоев Касабов (1924 – 1942), лейтенант от Червената армия, загинал във Втората световна война при Арбузовка като войник от 35-та гвардейска стрелкова Лозовска Червенознаменна дивизия, по произход от Конуй[21][22]
- Елена Дечева (1922 – ?), българска комунистка, по произход от Конуй
- Симеон Касабов (1908 – ?), български политик, комунист, по произход от Конуй